# Århundredets parti (skak)
Århundredets parti refererer sædvanligvis til et skakparti mellem Donald Byrne og den 13 år gamle Bobby Fischer i turneringen Rosenwald Memorial i New York City 17. oktober 1956. Det blev udnævnt til "Århundredets parti " af Hans Kmoch i Chess Review. (Andre partier er blevet udpeget som kandidater til denne titel, f.eks. partiet mellem Garry Kasparov og Veselin Topalov i Wijk aan Zee Corus-turneringen i 1999.)
I dette parti, hvor han spiller sort, viser Fischer strålende spil med opfindsomhed, innovation og improvisation. Byrne, der spiller hvid, begår en mindre fejl i træk nr. 11 efter en standardåbning, idet han spilder tid ved at flytte med den samme brik for anden gang. Fischer slår til med stærkt offer-spil, der kulminerer med et utroligt dronningeoffer i træk 17. Byrne vinder dronningen, men Fischer får mere end kompensation ved at tage mange andre brikker. Spillets slutning er en fremragende demonstration af, hvordan brikkerne kan arbejde sammen for at opnå mat.
Forfatteren Graham Burgess, der har skrevet forskellige bøger om skak, mener at man af dette spil kan uddrage følgende tre moraler:
- Spild ikke tiden med at flytte den samme brik flere gange i en åbning. Bring dine andre brikker i spil først.
- Materielle ofre vil sandsynligvis betale sig, hvis din modstanders konge stadig befinder sig i midten, og der er en åben centrallinje.
- Selv som 13-årig var Fischer en spiller, man skulle regne med.

Donald Byrne (1930–1976) havde på dette tidspunkt allerede opnået store resultater, f.eks. førstepladsen i US Open Mesterskabet 1953, og han repræsenterede senere USA i tre olympiader (1962, 1964 og 1968). Han blev international mester i 1962. Robert "Bobby" Fischer (født 1943) vandt verdensmesterskabet i skak i 1972.
Her følger partiet i algebraisk notation med lidt forklarende noter::

## Træk og Analyse
1. Sf3
Et uforpligtende træk. Herfra kan spillet udvikle sig i retning af et antal forskellige åbninger.
1. ... Sf6 2. c4 g6 3. Sc3 Lg7
Fischer har valgt et forsvar baseret på "hypermoderne" principper: Han tilbyder Byrne at etablere et klassisk bondecentrum, som Fischer håber at kunne underminere og gøre til et angrebspunkt. Fischer har fianchetteret sin løber, så den kan angribe diagonalen a1-h8 og her imellem de vigtige centrumsfelter.
4. d4 O-O
Fischer rokerer for straks at få sin konge i sikkerhed.
5. Lf4 d5
Dette fører partiet ind i åbningen Grünfelds forsvar, som er en åbning, der normalt opstår efter trækkene: 1.d4 Sf6 2.c4 g6 3.Sc3 d5.
6. Db3
Byrne fortsætter med det såkaldte russiske system og lægger pres på Fischers centrale d5 bonde.
6. ...dxc4
Fischer opgiver sit centrum, men opnår at få Byrnes dronning placeret på et felt, hvor den er lidt udsat og kan angribes.
7. Dxc4 c6 8. e4 Sbd7 9. Td1 Sb6 10. Dc5 Lg4
På dette tidspunkt er Byrnes brikker foran i udvikling, og han kontrollerer brættets centrum. Til gengæld er Fischers konge godt beskyttet, mens Byrnes konge ikke er det.
11. Lg5?
Her begår Byrne en fejl, idet han lider tempotab ved at flytte den samme brik to gange, i stedet for at bringe sine andre brikker i spil på en eller anden måde. Både [Burgess, Nunn and Emms] og [Wade and O'Connell] foreslår 11. Le2, som ville beskytte kongen og muliggøre en senere kort rokade. For eksempel fortsatte partiet Flear-Morris, Dublin 1991 med 11. Le2 Sfd7 12. Da3 Lxf3 13. Lxf3 e5 14. dxe5 De8 15. Le2 Sxe5 16. O-O og hvid står bedre.
|   | a  | b  | c  | d  | e  | f  | g  | h  |   |
| 8 | a8 | b8 | c8 | d8 | e8 | f8 | g8 | h8 | 8 |
| 7 | a7 | b7 | c7 | d7 | e7 | f7 | g7 | h7 | 7 |
| 6 | a6 | b6 | c6 | d6 | e6 | f6 | g6 | h6 | 6 |
| 5 | a5 | b5 | c5 | d5 | e5 | f5 | g5 | h5 | 5 |
| 4 | a4 | b4 | c4 | d4 | e4 | f4 | g4 | h4 | 4 |
| 3 | a3 | b3 | c3 | d3 | e3 | f3 | g3 | h3 | 3 |
| 2 | a2 | b2 | c2 | d2 | e2 | f2 | g2 | h2 | 2 |
| 1 | a1 | b1 | c1 | d1 | e1 | f1 | g1 | h1 | 1 |
|   | a  | b  | c  | d  | e  | f  | g  | h  |   |

11. ... Sa4!!
Her tilbyder Fischer klogt at give sin springer væk, mens hvis Byrne tager den med Sxa4 vil Fischer spille Sxe4, og Byrne er pludselig stillet over for nogen ubehagelige valg:
- 13. Dxe7 Da5+ 14. b4 Dxa4 15. Dxe4 Tfe8 16. Le7 Lxf3 17. gxf3 Lf8 fremtvinger en skrækkelig fastlåsning.
- 13. Lxe7 Sxc5 14. Lxd8 Sxa4 15. Lg5 Lxf3 16. gxf3 Sxb2 giver Fischer en bonde mere og lægger Byrnes bondestilling i ruiner.
- 13. Dc1 Da5+ 14. Sc3 Lxf3 15.gxf3 Sxg5 giver Fischer sin brik tilbage med en bedre stilling

12. Da3 Sxc3 13. bxc3 Sxe4!
Fischer tilbyder igen Byrne materiale, mod at få en bedre stilling som er ret farlig for hvid: en åben e-linje med hvids konge meget dårligt beskyttet.
14. Lxe7 Db6 15. Lc4
Byrne undlader klogt at tage det tilbudte materiale.
15. ... Sxc3! 16. Lc5 Tfe8+ 17. Kf1 Le6
Dette er et meget klogt træk af Fischer og det træk, som har gjort dette parti berømt. I stedet for at prøve at beskytte sin dronning indleder Fischer et ondskabsfuldt modangreb med sin løber og ofrer dermed sin dronning.
|   | a  | b  | c  | d  | e  | f  | g  | h  |   |
| 8 | a8 | b8 | c8 | d8 | e8 | f8 | g8 | h8 | 8 |
| 7 | a7 | b7 | c7 | d7 | e7 | f7 | g7 | h7 | 7 |
| 6 | a6 | b6 | c6 | d6 | e6 | f6 | g6 | h6 | 6 |
| 5 | a5 | b5 | c5 | d5 | e5 | f5 | g5 | h5 | 5 |
| 4 | a4 | b4 | c4 | d4 | e4 | f4 | g4 | h4 | 4 |
| 3 | a3 | b3 | c3 | d3 | e3 | f3 | g3 | h3 | 3 |
| 2 | a2 | b2 | c2 | d2 | e2 | f2 | g2 | h2 | 2 |
| 1 | a1 | b1 | c1 | d1 | e1 | f1 | g1 | h1 | 1 |
|   | a  | b  | c  | d  | e  | f  | g  | h  |   |

18. Lxb6
Byrne tager den dronning, Fischer tilbyder ham, hvilket fører til massivt tab af materiale, men andre træk er ikke bedre. For eksempel fører 18.Lxe6 til en tvungen kvalt mat efter 18...Db5+ 19.Kg1 Se2+ 20.Kf1 Sg3+ 21.Kg1 Df1+ 22.Txf1 Se2#.
18. ... Lxc4+
Fischer indleder hermed en række skakker, som indbringer ham materiale
19. Kg1 Se2+ 20. Kf1 Sxd4+ 21. Kg1 Se2+ 22. Kf1 Sc3+ 23. Kg1 axb6
Fischer bruger her tid for at vinde en brik, men tiden er ikke spildt, fordi trækket også truer Byrnes dronning og den kan ikke tage springeren på c3, fordi denne er beskyttet af Fischers løber på g7.
24. Db4 Ta4
Fischer bruger sine brikker i smuk samvirken. Springeren på c3 beskytter tårnet på a4, som til gengæld beskytter løberen på c4. Dette tvinger Byrnes dronning væk.
25. Dxb6
Byrnes dronning vinder en bonde, men den står nu dårligt.
25. ... Sxd1
Fischer har taget et tårn, 2 løbere og en bonde som kompensation for sin dronning. Kort sagt har Fischer vundet betydeligt mere materiale, end han har tabt. Byrnes tilbageværende tårn sidder fast på h1, og det vil tage værdifuld tid at få det bragt i spil, hvilket giver Fischer lejlighed til at indlede endnu en offensiv. Hvid har den eneste tilbageværende dronning, men det vil ikke være tilstrækkeligt. De fleste ville nok opgive partiet her, men Byrne spiller videre til mat.
26. h3 Txa2 27. Kh2 Sxf2 28. Te1 Txe1 29. Dd8+ Lf8 30. Sxe1 Ld5 31. Sf3 Se4 32. Db8 b5 33. h4 h5 34. Se5 Kg7
Fischer bryder indespærringen og får løberen med i angrebet også.
35. Kg1 Lc5+
Nu “trækker” Fischer den hvide konge væk fra dens sidste forsvarer og giver en serie skakker, som kulminerer i mat. Trækkene er interessante, fordi Fischer viser hvordan de forskellige brikker kan samarbejde for at fremtvinge mat.
36. Kf1 Sg3+
Springeren kaster sig ind i kampen for at tvinge Byrnes konge over på dronningefløjen.
37. Ke1 Lb4+ 38. Kd1 Lb3+ 39. Kc1 Se2+ 40. Kb1 Sc3+ 41. Kc1 Tc2# 0-1